# 旗幟

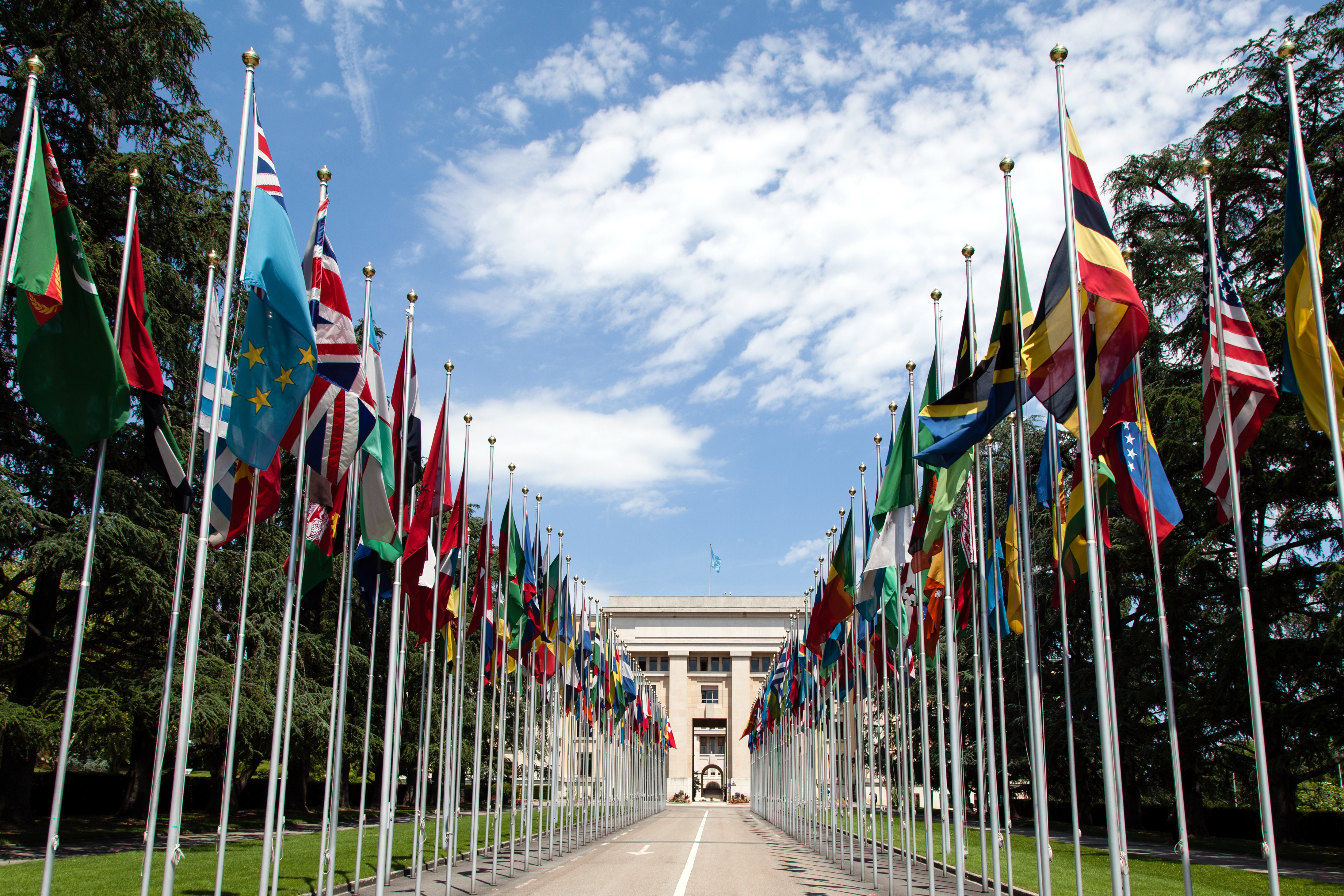
联合国会员国国旗

旗幟，或稱旌旗，是具有独特设计和颜色的布（最常见的是长方形或四边形）。旗上面通常繪有圖案，具有標誌性，用於傳達訊息或分類。時至今日，旗幟也用於宣傳或純粹的裝飾用。
按其形状旗帜分为仿古旗、广告旗、锦旗、常规旗帜等。國家、地區、軍队等通常都有自己的旗幟。現代大部分國旗或區旗一般是長方形的，也有個別國旗使用正方形或不規則五角形。研究旗幟的學問稱做旗幟學。

## 国旗

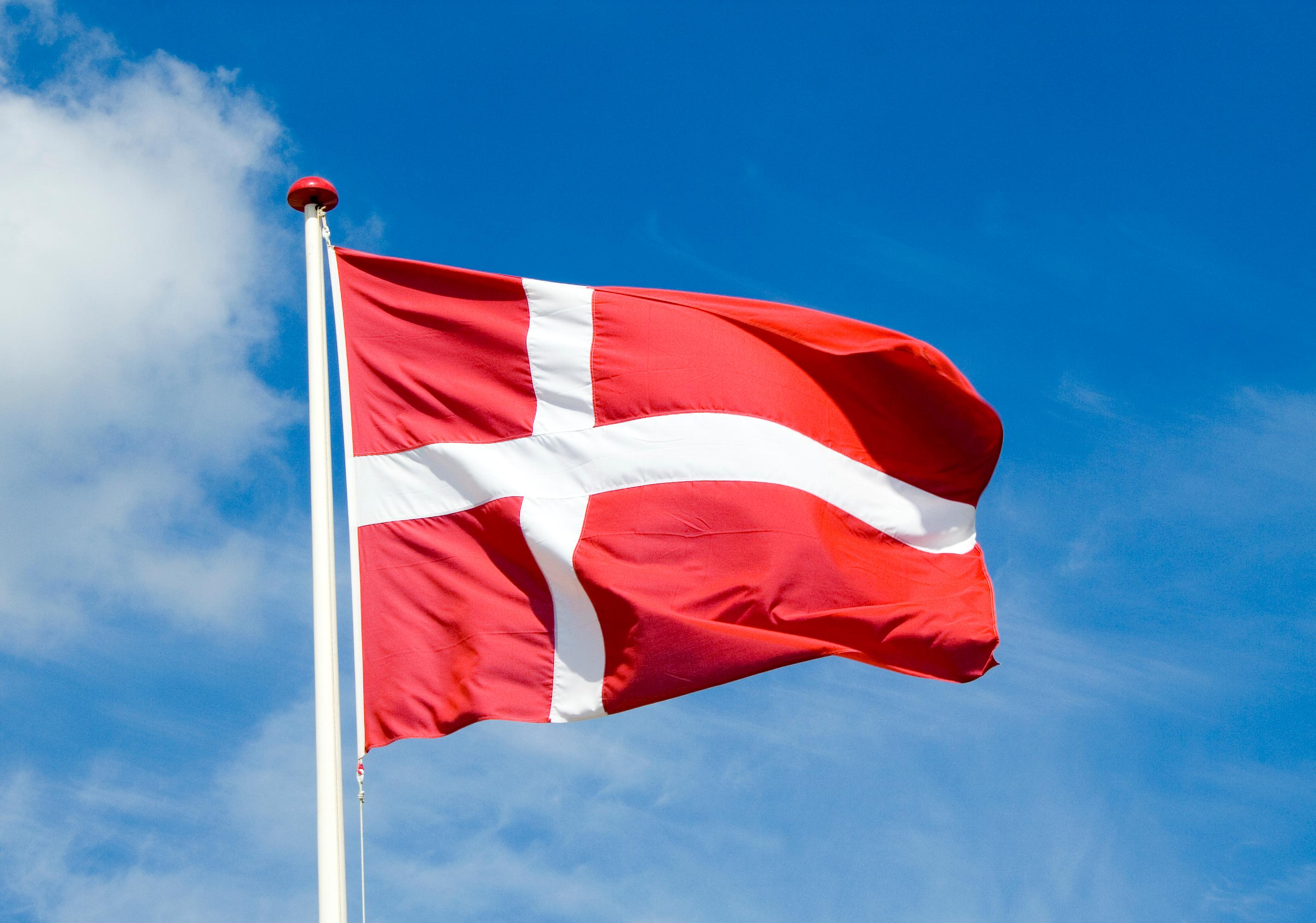
丹麦国旗，是世界上最古老的国旗

国旗是一个国家的象征与标志，悬挂着的国旗就代表了国家的主权。国旗经常被政府机构悬挂，但通常也可被本国的公民使用。不同的国旗有着不同的样式，包括不同的长宽比例，甚至不同的形状。
公用和私人建筑物（例如学校和法院）经常悬挂国旗。在某些国家，国旗在民用建筑上只在几个规定的国旗悬挂日悬挂。国旗通常分为陆上旗和海洋旗两种，各有三种类型，但大多数国家在这几种类型上采用相同的设计。

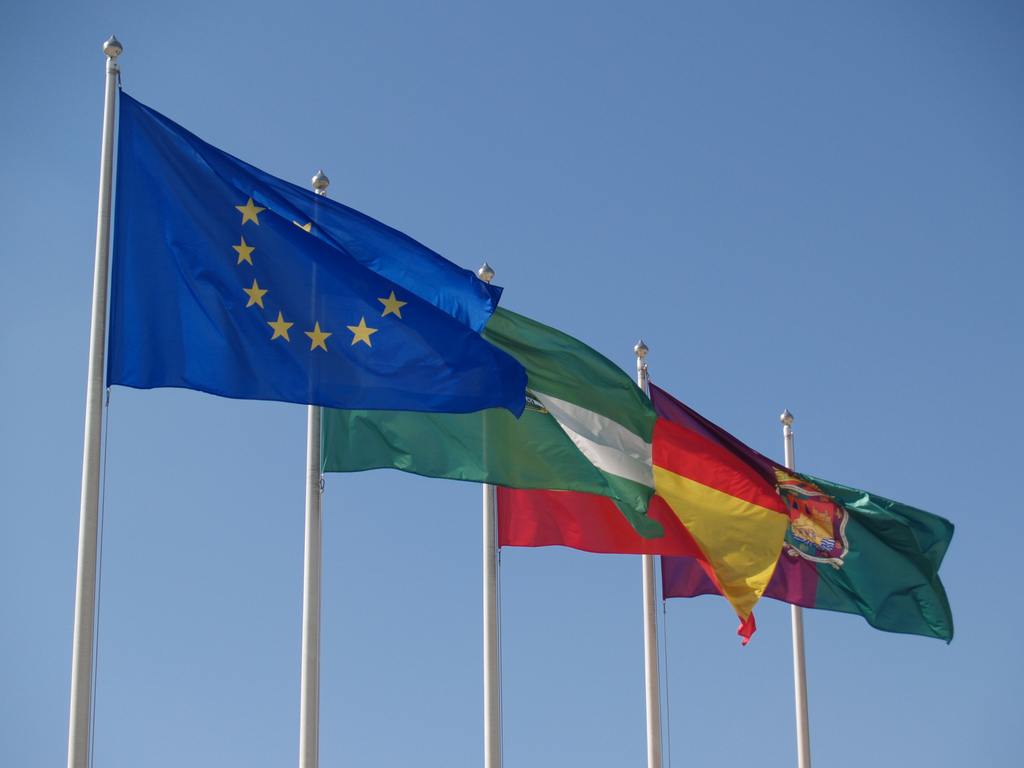
并列一行的欧盟旗帜、安达卢西亚区旗、西班牙国旗、马拉加市旗

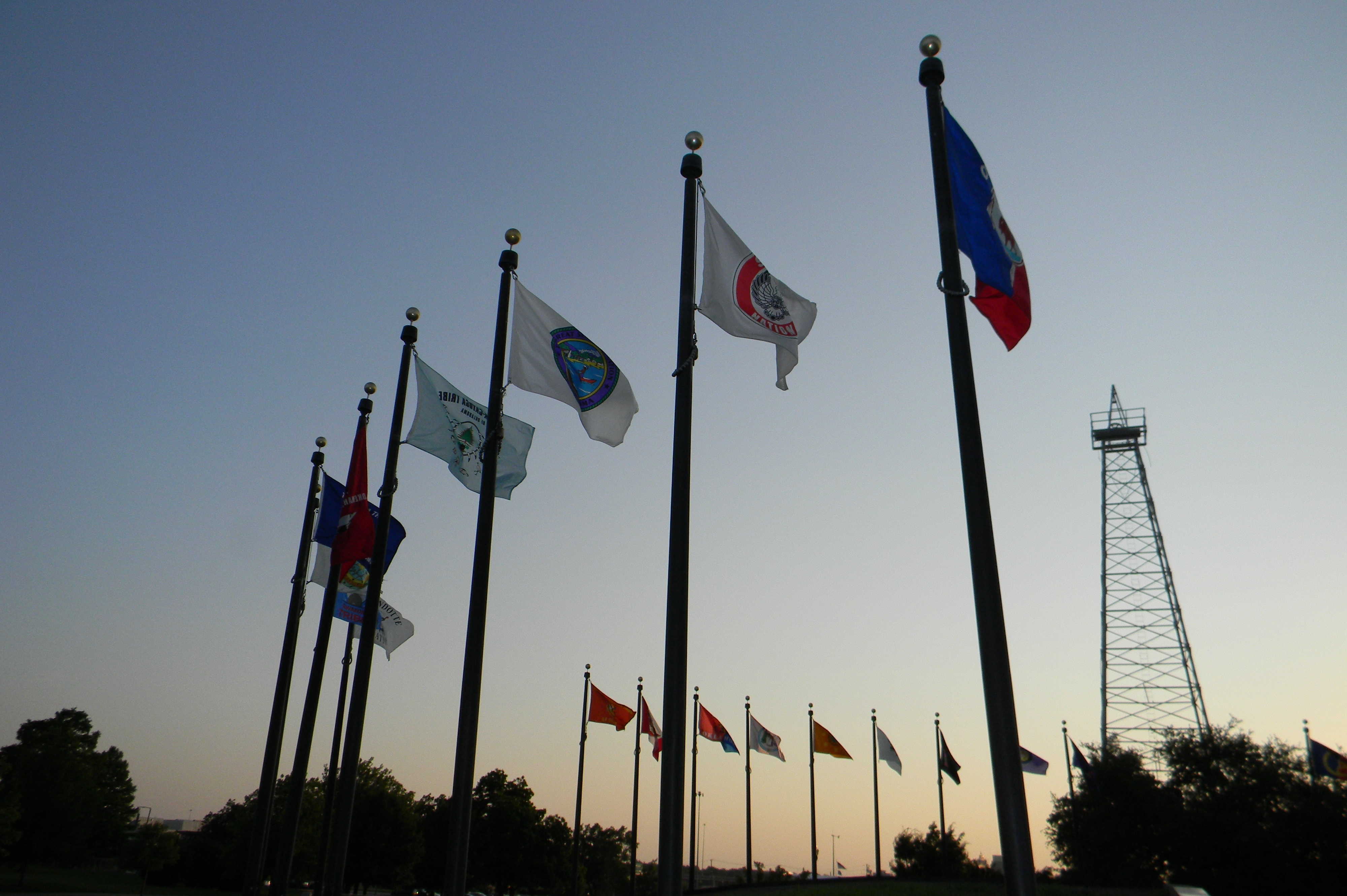
美国俄克拉何马州议会广场的旗帜

## 陆上用旗
在陆地上，通常分为民用旗，政府旗和军旗三种。政府旗通常限制用于政府机关，而民用旗可以被任何人使用。军旗通常被陆海空三军所使用。
大多数国家（例如美国和英国）三种陆上旗完全相同。而一些国家，特别是在拉丁美洲，政府旗和民用旗不尽相同，而前者亦用于国际场合。民用旗通常是简化后的政府旗，例如去掉国徽等。
一些国家采用和国旗图案不同的旗帜作为军旗。在北欧国家的国旗的燕尾版本经常作为军旗和船旗，也有时用作国家元首旗帜。菲律宾国旗法律上规定在战争状态悬挂时将红色置于上方，而不是平时的蓝色在上方。

## 海上用旗
船隻上使用以辨别所屬國籍的旗幟叫做船旗（Ensign）。和陸地上類似的是，船旗也具有三種類型：民船旗，政府船旗和軍艦旗。
一些國家的船旗和國旗完全相同。然而另外一些國家，例如英國及部分英联邦成员国具有完备的船旗体系。紅船旗作為民用旗，白船旗作為海軍旗，藍船旗為政府所屬非軍用船隻使用。對於軍艦而言，另需懸掛艦首旗（Jack），通常與國旗圖案相關。

## 地區性旗幟
大多數國家的行政區都有自己的旗幟（省旗、州旗、郡旗、縣旗、鄉旗、村旗、鎮旗、區旗），上面通常有行政區徽章、名稱。
- 國家行政區旗幟以一級行政區或特殊行政區為主（州旗、省區旗、省旗、縣旗或郡旗，市旗詳見市旗列表）。
- 關於各國行政區劃分與命名請參見各國行政區劃。
- 其他洲域的行政區旗幟請參見右方表格。

## 企业旗帜

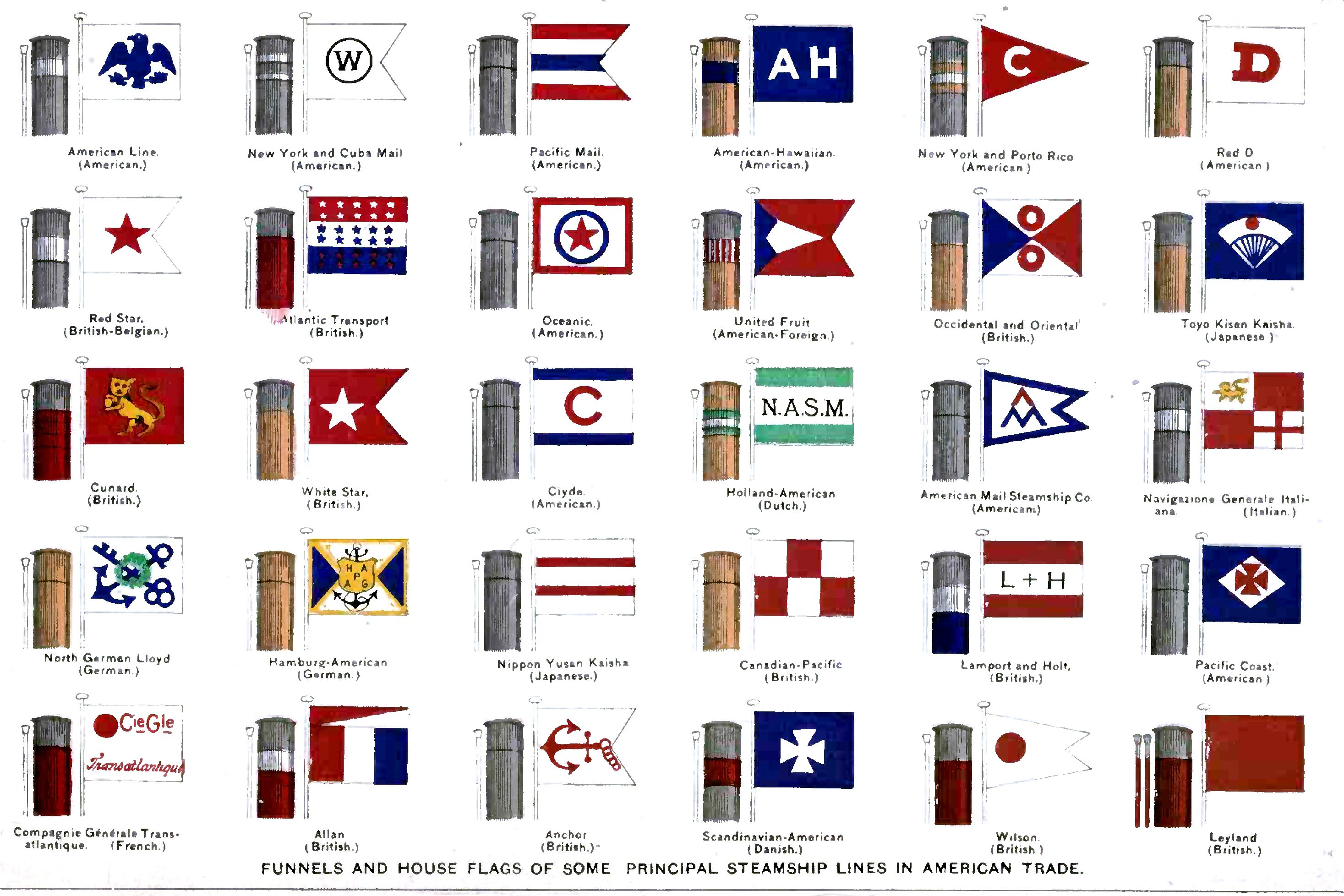
1900年左右的部分航运公司公司旗

企业旗帜是企业的象征，代表一个企业。旗面一般是企业的象征颜色（如红色、蓝色、白色和绿色）。旗上面通常有公司名称或者公司标识，悬挂时一般放在企业门口，与国旗同时悬挂，并与国旗同时悬挂时通常低于国旗。企业旗帜蕴涵企业的气质，彰显企业的文化理念，体现企业的精神风貌，展示企业的个性特色，对于一所企业具有十分重要的意义。

## 校旗
校旗，泛指学校旗帜，上面通常标有学校名，是一所学校的象征与标志。学校旗通常涵盖学校识别系统的基本元素：校名、校徽、标准字、标准色等。学校旗蕴涵学校的学术气质，彰显学校的文化理念，体现学校的精神风貌，展示学校的个性特色，对于一所学校具有十分重要的意义。

## 体育比赛
由于体育赛事的国际性，以及旗帜具有信号及指令的作用，旗帜在体育赛事中必不可少。
在赛车比赛中，赛道工作人员在赛道的起跑线、终点线附近架设的平台上高举旗帜。一些工作人员还驻扎在赛道沿线的一些点位，以便向车手传达本段赛道和整个赛道的信息。比如绿旗表示比赛开始，红旗表示比赛暂停，黑旗表示取消资格，黑白方格旗则表示比赛结束。其中黑白方格旗由于独特的图案而为人所熟知，成为赛车的代表象征。（参见：赛车旗语）
在跳远比赛中，通常有一名裁判员手持红旗和白旗示意运动员成绩是否有效。运动员如完成动作且没有犯规，裁判员举白旗表示成绩有效；反之，裁判员举红旗则表示跳远过程有犯规行为，成绩无效。
无论是奥林匹克运动会、世界大学生运动会、亚洲运动会、欧洲运动会、世界杯等国际性综合运动会，其比赛场馆、选手村、颁奖仪式，乃至开闭幕式都有悬挂及使用参赛各国国旗及各地区旗帜。主办方奥组委为规范奥运会工作人员在比赛场合期间的正确用旗而专门制定《旗帜手册》。手册通常收录国际奥委会会旗与国际残奥委会会旗、本届奥运会会旗和残奥会会旗、参赛国家和地区旗帜、国际单项体育组织旗帜等图案，并对奥运场合用旗的使用及管理方法进行指导。
由于各国国旗、各地区旗帜的长宽比例不一致，因而在国际体育赛事中统一使用3:2的比例（大部分国家的国旗法定比例亦是如此）。
在体育比赛进行期间，现场观众（球迷）高呼口号、挥舞本国国旗以表达对本国运动员的支持与助威。而在诸如奥运会等国际体育场合，部分国家的代表队亦有设计自己的代表队旗帜，观众亦会使用队旗表达支持。

## 类别
- 国旗
- 会旗
- 党旗
- 军旗
- 武士旗
- 地区性旗帜
- 企业旗帜
- 校旗
- 语言旗
- 宗教旗

## 延伸阅读
[在维基数据编辑]
 《欽定古今圖書集成·經濟彙編·戎政典·旌旗部》，出自陈梦雷《古今圖書集成》